# 维托里奥·阿尔菲耶里
维托里奥·阿尔菲耶里伯爵（義大利語：conte Vittorio Alfieri，1749年1月16日—1803年10月8日）是意大利剧作家和诗人。他被誉为“意大利悲剧的奠基人”。

## 生平

### 早年生活
阿尔菲耶里于1749年1月16日出生在意大利萨丁王国阿斯蒂（今皮埃蒙特大区）的一个贵族家庭。
在他很小的时候，父亲就去世了，母亲一直养育着他。十岁时，他被送到了都灵学院。在学院学习了一年后，他外出拜访了库内奥的一位亲戚，并在此期间创作了一首十四行诗，诗的内容主要来源于阿里奥斯托（Ariosto）和梅塔斯塔西奥（Metastasio）的诗句。13岁时，阿尔菲耶里开始学习民法和教会法，但这些法律书却让他对文学（尤其是法国浪漫主义文学）产生了浓厚兴趣。14岁时，叔叔的去世使他得到了父亲的全部遗产。之后，他又进入了一所骑术学校，学习马术运动。马术成了他余生的爱好。
1766年，他获得了国王出境旅游许可，在一位英语老师陪同下，开始周游法、德、荷、西、葡、斯堪的纳维亚各国。1772年，他结束旅行回到了都灵。1775年，他的第一部悲剧《克莉奥佩特拉》（Cleopatra）进行了公演。

### 晚年
1803年10月8日，阿尔菲耶里在佛罗伦萨去世，享年54岁。他的遗体被安葬在佛罗伦萨的圣十字圣殿。